# Wally Chambers
Wallace Hashim Chambers (Phenix City, 15 maggio 1951 – 22 settembre 2019) è stato un giocatore di football americano statunitense che ha giocato nel ruolo di defensive end nella National Football League. Fu scelto come ottavo assoluto nel Draft NFL 1973 dai Chicago Bears. Al college ha giocato a football alla Eastern Kentucky University.

## Carriera professionistica
Chambers fu scelto come ottavo assoluto nel Draft 1973 dai Chicago Bears e alla fine della sua prima stagione fu premiato come rookie difensivo dell'anno e convocato per il Pro Bowl, selezione ripetuta nel 1975 e 1976. Rimase coi Bears fino al 1977 dopo di che passò le ultime due stagioni della carriera con i Tampa Bay Buccaneers.

## Palmarès
- Convocazioni al Pro Bowl: 3

1973, 1975, 1976
- First-team All-Pro: 1

1976
- Second-team All-Pro: 2

1974, 1975
- Rookie difensivo dell'anno - 1973

## Statistiche
| Intercetti | 1 |